# Єршов Валентин Миколайович
Валентин Миколайович Єршов (1906, селище Норське Ярославської губернії, тепер у складі міста Ярославля, Російська Федерація — ?) — радянський державний і комуністичний діяч, секретар ЦК КП(б) Латвії, голова Костромського облвиконкому. Депутат Верховної Ради Російської РФСР 3-го скликання. Член ЦК Комуністичної партії Латвії.

## Життєпис
Закінчив Ярославський робітничий факультет. Навчався в Ленінградському котлотрубному інституті.
Член ВКП(б) з 1928 року.
У 1936 році закінчив Московський інститут механізації сільського господарства.
У 1936—1938 роках — викладач Биковської школи комбайнерів Ярославської області.
У 1938—1939 роках — завідувач виробництва Галицької тракторомеханічної школи Ярославської області.
У 1939—1942 роках — секретар Галицького районного комітету ВКП(б) Ярославської області.
У 1942—1943 роках — заступник начальника політичного сектора Ярославського обласного земельного відділу; начальник політичного сектора Народного комісаріату землеробства Марійської АРСР.
У липні 1943 — червні 1944 року — інструктор сільськогосподарського відділу ЦК ВКП(б). 30 червня 1944 — 1945 року — завідувач сектора сільськогосподарського відділу ЦК ВКП(б).
У 1945 — лютому 1947 року — відповідальний організатор Бюро ЦК ВКП(б) по Молдавії.
У лютому 1947 — січні 1949 року — заступник голови виконавчого комітету Ярославської обласної ради депутатів трудящих.
У січні 1949 — травні 1950 року — 2-й секретар Костромського обласного комітету ВКП(б).
У травні 1950 — серпні 1951 року — голова виконавчого комітету Костромської обласної ради депутатів трудящих.
26 серпня 1952 — 23 червня 1953 року — 2-й секретар ЦК КП(б) Латвії.
На 1963—1964 роки — заступник міністра виробництва та заготівель сільськогосподарських продуктів Російської РФСР.
Подальша доля невідома.

## Нагороди
- орден Червоної Зірки (1946)
- ордени
- медалі